# 西加的夫 (英國國會選區)
西加的夫（英語：Cardiff West），英國國會一自治市選區，位於威爾斯首府加的夫西部。始設於1950年。
本區除1983年由保守黨勝出以外，一直支持工黨。2010年大選中，工黨的凱文·布倫南以41.2%選票勝出該區二度連任。